# Hausener Straße 13 (Hausen)

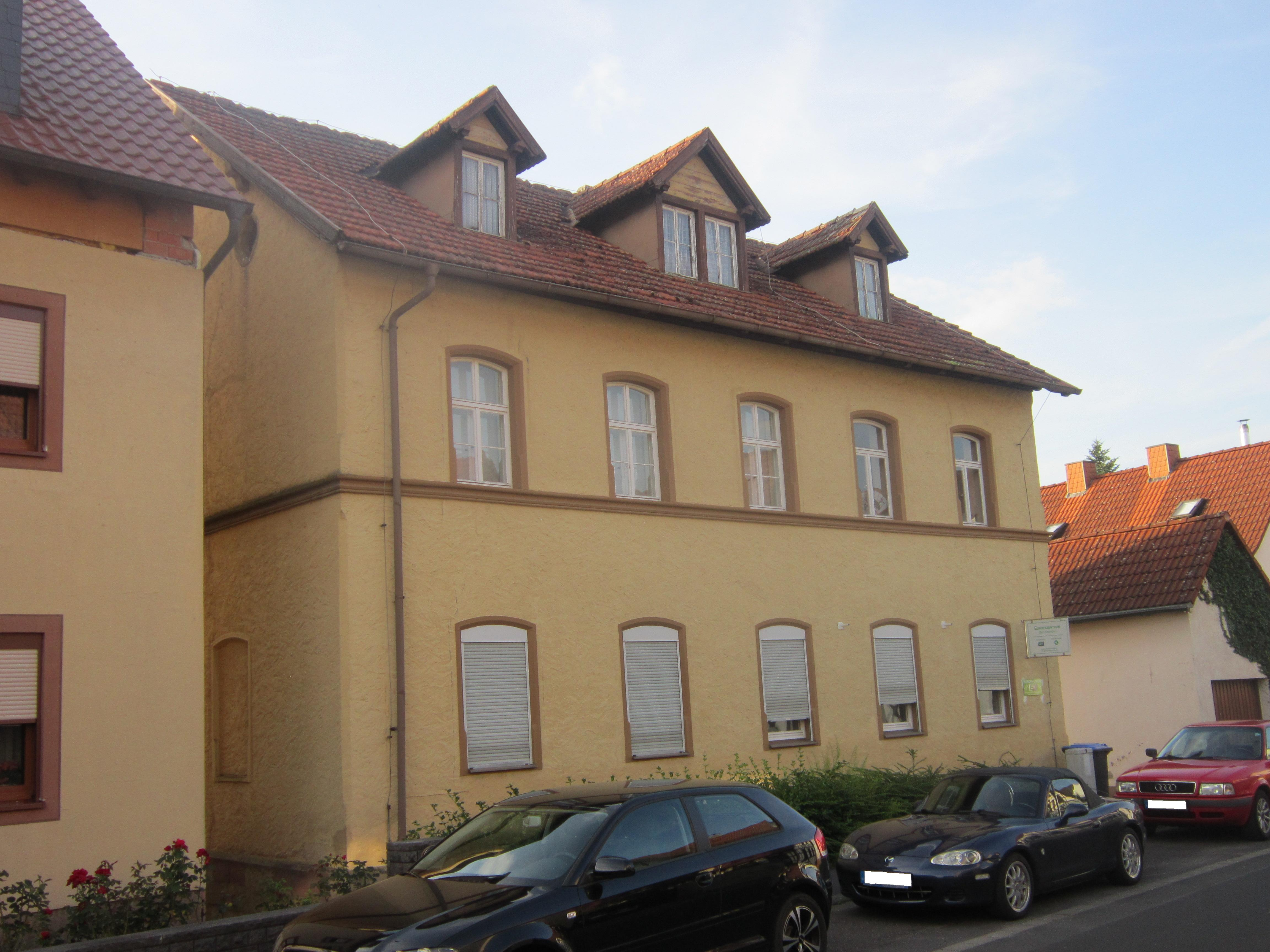
Hausener Straße 13 in Hausen

Das ehemalige Schulgebäude Hausener Straße 13 in Hausen, einem Stadtteil von Bad Kissingen, der Großen Kreisstadt des unterfränkischen Landkreises Bad Kissingen, gehört zu den Bad Kissinger Baudenkmälern und ist unter der Nummer D-6-72-114-378 in der Bayerischen Denkmalliste registriert.

## Geschichte
Das Anwesen entstand im Jahr 1847 als Schulgebäude von Hausen. Bei dem Gebäude handelt es sich um einen schlicht ausgeführten Satteldachbau mit Stichbogenfenstern und Vierpassöffnungen und Vierpassöffnungen an der Giebelseite.
Als Hausen noch über keine eigene Schule verfügte, wurden die Hausener Kinder im Privathaus des Lehrers unterrichtet; die Kinder der Salinenarbeiter durften die Salinenschule besuchen. Laut einem Schulplan in der Statistischen Sammlung des Staatsarchivs Würzburg war die Salinenschule ein eingeschossiger Trakt zwischen dem Mittel- und dem Nordpavillon der Oberen Saline.
Die ersten Bemühungen um ein eigenes Schulgebäude reichen bereits in das Jahr 1807 zurück; nach Meinung der großherzoglichen Landesdirektion waren die Salinenpächter nicht verpflichtet, eine allgemeine Schule für Hausen zu unterhalten.
Im Jahr 1835 wurden erneut Anstrengungen zur Einrichtung einer eigenen Schule für Hausen unternommen. Für das Bauprojekt war der Kissinger Maurermeister Johann Kraus vorgesehen. Ferner war die Aufnahme eines Darlehens über 800 fl. geplant. Jedoch konnte der Schulhausbau an keinem der vier vorgesehenen, in Privatbesitz befindlichen Standorte (Klosterweg, Hausener Straße, Schafgasse, Am Schönborn) verwirklicht werden.
Am 9. Mai 1845 fasste die Gemeinde den Beschluss zu einem Schulneubau, der am 6. Juli 1846 vom Bayerischen Staatsministerium des Innern genehmigt wurde. Im Jahr 1847 wurde dieser Schulbau mit der heutigen Adresse Hausener Straße 13 vollendet.
Heute befindet sich in dem Anwesen die Zentrale der Europa-Union.